# Matevž Vidovšek
Matevž Vidovšek (Slovenj Gradec, 30 de octubre de 1999) es un futbolista esloveno que juega en la demarcación de portero para el N. K. Olimpija Ljubljana de la Primera Liga de Eslovenia.

## Selección nacional
Tras jugar en la selección de fútbol sub-17 de Eslovenia y la sub-19, finalmente hizo su debut con la selección absoluta el 19 de junio de 2023 en un partido de clasificación para la Eurocopa 2024 contra Dinamarca que finalizó con un resultado de empate a uno tras un gol de Andraž Šporar para Eslovenia, y de Rasmus Højlund para el combinado danés.

## Clubes
| Club                          | País      | Año       | Partidos | Goles |
| ----------------------------- | --------- | --------- | -------- | ----- |
| Atalanta B. C.                | Italia    | 2018      | 0        | 0     |
| Delfino Pescara 1936 (cedido) | Italia    | 2018      | 0        | 0     |
| Reggina 1914 (cedido)         | Italia    | 2018-2019 | 0        | 0     |
| Ayia Napa FC (cedido)         | Chipre    | 2019-2020 | 2        | 0     |
| N. K. Olimpija Ljubljana      | Eslovenia | 2020-     | 116      | 0     |

## Palmarés

### Títulos nacionales
| Título                    | Club                     | País      | Año  |
| ------------------------- | ------------------------ | --------- | ---- |
| Primera Liga de Eslovenia | N. K. Olimpija Ljubljana | Eslovenia | 2023 |
| Copa de Eslovenia         | N. K. Olimpija Ljubljana | Eslovenia | 2023 |
| Primera Liga de Eslovenia | N. K. Olimpija Ljubljana | Eslovenia | 2025 |